# جيانيس بابادوبولوس
جيانيس بابادوبولوس (باليونانية: Γιάννης Παπαδόπουλος)‏ هو لاعب كرة قدم يوناني في مركز الوسط، ولد في 9 مارس 1989 في سالونيك في اليونان. شارك مع منتخب اليونان تحت 17 سنة لكرة القدم ومنتخب اليونان تحت 19 سنة لكرة القدم ومنتخب اليونان تحت 21 سنة لكرة القدم ومنتخب اليونان لكرة القدم. أما مع النوادي، فقد لعب مع أريس تسالونيكي واتحاد أبناء سخنين ودينامو درسدن ونادي أولمبياكوس ونادي كراكوفيا الرياضي.

## وصلات خارجية
- جيانيس بابادوبولوس على موقع الاتحاد الأوربي (الإنجليزية)
- جيانيس بابادوبولوس على موقع قاعدة بيانات كرة القدم.إي يو (الإنجليزية)
- جيانيس بابادوبولوس على موقع بيانات كرة القدم. دي إي (الألمانية)
- جيانيس بابادوبولوس على موقع ناشيونال فوتبول تيمز (الإنجليزية)
- جيانيس بابادوبولوس على موقع Soccerway.com (الإنجليزية)
- جيانيس بابادوبولوس على موقع عالم كرة القدم.نت (الإنجليزية)